# Rupture Tito-Staline
La rupture Tito-Staline, dite également rupture soviéto-yougoslave ou bien schisme yougoslave, désigne la rupture politique, en 1948, entre l'Union des républiques socialistes soviétiques dirigée par Joseph Staline, et la république fédérative socialiste de Yougoslavie, dirigée par le maréchal Tito.

## Contexte

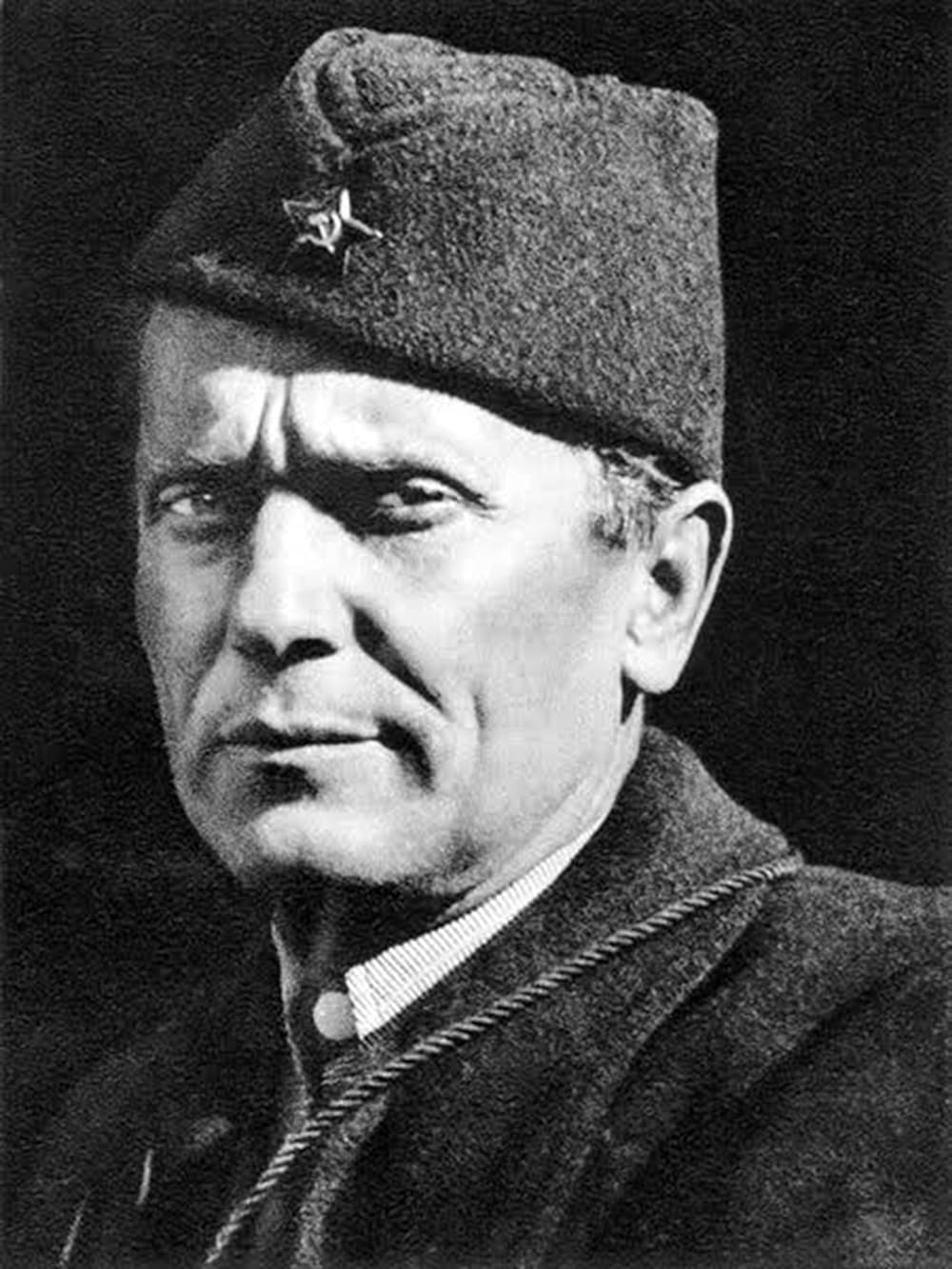
Tito.

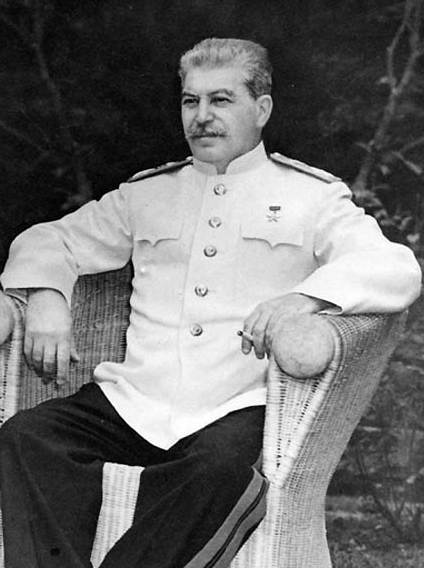
Staline.

Durant la Seconde Guerre mondiale, les Partisans communistes de Tito remportent la victoire contre l'occupant allemand essentiellement par leurs propres moyens, en n'ayant reçu de l'Armée rouge qu'une aide limitée. Sa légitimité militaire pousse Tito à ne pas vouloir se subordonner étroitement à l'URSS comme le font les autres pays du bloc de l'Est. Dans les premières années de l'après-guerre, l'aide soviétique est néanmoins déterminante pour la reconstruction de la Yougoslavie. Une coopération économique étroite se constitue, avec la création de sociétés mixtes soviéto-yougoslaves. Des conseillers techniques venus d'URSS sont présents en Yougoslavie, mais échouent cependant à mettre sous leur coupe l'autorité centrale yougoslave : Tito privilégie une gestion horizontale des rapports politiques, l'appareil communiste yougoslave étant décentralisé. Il nourrit également le projet d'une fédération des régimes communistes des Balkans, incluant notamment la république populaire de Bulgarie et la république populaire d'Albanie. Au moment de la formation du Kominform en 1947, Tito est à l'apogée de son prestige au sein du monde communiste.
Staline se montre de plus en plus indisposé par l'attitude indépendante de Tito qui, pendant la guerre civile grecque, a notamment placé des troupes yougoslaves en Albanie sans en avertir l'URSS. Le projet de Fédération balkanique de Tito irrite également le dirigeant soviétique. Selon Nikita Khrouchtchev, Staline aurait à l'époque déclaré n'avoir qu'à « lever le petit doigt pour se débarrasser de Tito ». Pour autant, les Soviétiques ne parviennent pas à soumettre le régime yougoslave. Les Yougoslaves ont, de leur côté, exprimé leurs doutes quant à l'efficacité des sociétés mixtes soviéto-yougoslaves. Deux des cadres du régime titiste, Milovan Đilas et Edvard Kardelj, sont convoqués à Moscou pour se voir présenter les remontrances de Staline.

## Chronologie de la rupture soviéto-yougoslave
- Le 29 janvier 1948, la Pravda condamne le projet de fédération balkanique de Tito[5]. La rupture commence par un échange de courriers.
- Le 27 mars 1948, le Parti communiste de l'Union soviétique — le PCUS — adresse au Parti communiste de Yougoslavie — le PCY — une lettre lui reprochant de dénigrer le socialisme soviétique, et de manquer de démocratie interne.
- Le 13 avril, le PCY répond en niant les accusations soviétiques, tout en rappelant que l'amour porté par les Yougoslaves à l'URSS ne saurait surpasser celui qu'ils portent à leur propre patrie.
- Le 4 mai, le PCUS répond en reprochant au PCY de refuser de reconnaître ses fautes, et d'oublier qu'il doit son salut à l'Armée rouge.

- Le 17 mai, le PCY répond vertement aux propos soviétiques, lesquels diminuaient les mérites de la résistance yougoslave.

- Le 28 juin, Tito n'assiste pas au congrès du Kominform. Les autres partis communistes émettent une condamnation collective du PCY, qui est exclu du Kominform et accusé de dérive « nationaliste ». L'organisation communiste appelle « les forces saines du PCY à imposer une nouvelle ligne politique à la direction[4] ». Le traité d'alliance soviéto-yougoslave est dénoncé par l'URSS.

## Conséquences
Contre toutes les prévisions, Tito n'est pas renversé, et soumet au contraire à des purges les cadres staliniens du PCY, dont certains sont envoyés dans le camp de concentration de l'île de Goli Otok, au nord de l'Adriatique. Dans les autres pays communistes, la rupture entre l'URSS et la Yougoslavie est le prétexte à des purges internes aux partis locaux : les cadres « titistes » ou supposés tels, accusés de dérive nationaliste, sont éliminés. Ainsi, l'accusation de titisme supplante celle de trotskisme dans les conflits internes aux partis communistes. Dans tous les pays du bloc de l'Est, entre la fin des années 1940 et le début des années 1950, les dirigeants communistes locaux usent de l'accusation de titisme pour se débarrasser de leurs rivaux : c'est le cas en république populaire de Bulgarie pour l'élimination de Traïcho Kostov, en république populaire de Hongrie pour celle de László Rajk, en république populaire d'Albanie pour celle de Koçi Xoxe, en République tchécoslovaque pour les procès de Prague qui voient la condamnation à mort de Rudolf Slansky et d'autres dirigeants communistes, en république populaire de Pologne pour la disgrâce de Władysław Gomułka.
La Yougoslavie perd par ailleurs son influence sur la république populaire d'Albanie, Enver Hoxha préférant choisir le camp de Staline.
L'isolement de la Yougoslavie au sein du monde communiste pousse Tito à choisir une politique de neutralité internationale, et à améliorer ses rapports avec les pays occidentaux. Progressivement, le régime yougoslave devient moins répressif. Une voie spécifiquement yougoslave de développement économique est adoptée avec, jusqu'à la fin des années 1970, des résultats probants qui feront de la Yougoslavie le pays communiste le plus prospère d'Europe. La position de Tito l'amène également à nouer de nouvelles alliances avec les autres pays qui affichent leur neutralité durant la guerre froide, donnant naissance au mouvement des non-alignés.
Tito n'a toujours eu que peu de considération pour Staline, et même un franc mépris si l'on en croit ses paroles lorsqu'il a appris la mort de Staline le 5 mars 1953 : « J'ai reçu la nouvelle en même temps que la dépêche m'annonçant que mon chien Tiger était grièvement malade. J'étais désolé pour Tiger. C'était un chien merveilleux ! ». D'ailleurs, le 9 mars 1953, il décline l'invitation aux obsèques de Staline, préférant se rendre en Angleterre à une invitation de la reine.
L'URSS et la Yougoslavie finissent par se réconcilier en 1955, après la mort de Staline : l'URSS reconnaît ses torts vis-à-vis de son ancien allié, qui ne réintègre cependant pas le bloc de l'Est et poursuit sa propre expérience du « socialisme ».